# Chungyang Shan
De Chungyang Shan of Zhongyang Shan (Chinees: 中央山, pinyin: zhōngyāngshān, Wade-Giles: Chung1-yang1 Shan1) is een gebergte dat van noord naar zuid over Taiwan loopt. Het is ongeveer 350 km lang en 80 km breed. Het gebergte domineert een groot deel van het eiland. De hoogste top is de Xiugulian Shan (3860 m).

## Geografie
In het noorden grenst de Chungyang Shan aan de Xue Shan; in het westen aan de Yu Shan. Beide zijn kleiner van oppervlak maar hoger. In ruime zin kunnen deze gebergtes ook tot de Chungyang Shan worden gerekend. Dan is de hoogste top van Taiwan, die eveneens Yu Shan wordt genoemd, het hoogste punt in het gebergte (3952 m).
De Chungyang Shan en andere gebergtes op Taiwan hebben over het algemeen een sterk asymmetrische vorm: in het westen hellen ze geleidelijk tot aan de kustvlakte en de ondiepe Straat van Taiwan, terwijl ze in het oosten steile hellingen hebben en aflopen naar de Filipijnenzee. Ten oosten van Taiwan ligt een ongeveer 6 km diepe oceanische trog.

## Ecologie
De natuurlijke begroeiing in de Chungyang Shan bestaat grotendeels uit groenblijvend subtropisch bos, op het zuidelijkste uiteinde na, waar een moessonklimaat heerst en regenwoud groeit. Respectievelijk worden deze wouden als de ecoregio's van Taiwanees groenblijvend subtropisch bos en Zuid-Taiwanees moessonregenwoud ingedeeld. Typische groenblijvende boomsoorten zijn Cryptocarya chinensis, Castanopsis hystrix, en de den Pinus massoniana. 
Op grotere hoogtes domineren bladverliezende boomsoorten zoals de bamboebladige eik (Quercus glauca). Boven de 3000 meter groeien Taiwanese elzen (Alnus formosana), esdoorns (Acer spp.) en naaldbomen als sparren (Picea morrisonicola), hemlocksparren (Tsuga chinensis) en zilversparren (Abies kawakamii). Op de hoogste delen van het gebergte groeit subalpien struikgewas waarin de naaldbomen domineren.